# Euxoa fumosoides
Euxoa fumosoides là một loài bướm đêm trong họ Noctuidae.